# المدرسة الأيونية
المدرسة الأيونية مدرسة فلسفية كان مقرها مدينة ساموس والإسكندرية. تميزت من خلال شعراءها على المدرسة الدورية، حيث اهتم الشعراء بالكتابة في كل أنواع الإبيجراما (رثاء- حب- إهداء- إبيجرامات أدبية)، ولكن أصبح اهتمامهم في النهاية منصبًا على إبيجرامات الحب والخمر. تضم المدرسة الأيونية كل من طاليس وأنكسيمندرس وإنكسيمانس وهرقليطس وإمبيدوقليس وإنكساغوراس وأركليوس وهيبو وديوجانس الأبولوني.
جاءت التسمية من لفظ إيونية، المدينة الإغريقية القديمة تقع على الساحل الغربي لآسيا الصغرى على البحر الأبيض المتوسط. وعُرفت هذه المستعمرة بهذا الاسم وقت قيام دولة اليونان القديمة. وهي منطقة تاريخية تقع بالقرب من مدينة إزمير (سميرنا) بتركيا. شهدت إيونية ولادة الفلسفة، واستوطن الإيونيون هذا الساحل منذ القرن العاشر ق.م، وانتشروا فيما بعد في جزر بحر إيجة المجاورة. وهناك ذاعت شهرة هوميروس، الشاعر الذي تنسب إليه ملحمتا الإلياذة والأوديسة منذ القرن التاسع قبل الميلاد.
أرست المدرسة الإيونية دعائم البحث الميتافيزيقي، فكان لمشكلة أصل الوجود الاهتمام الأكبر والوحيد. فاعتمدت المدرسة على مبدأ واحد للوجود يمكن تفسير الكون بالرجوع إليه دون سواه. فقد اعتبر طاليس الماء بمثابة مبدأ لوجود المادة والكون، يرتد إليه كل شيء وتنطلق منه الحياة بأشكالها كافة. كذلك عد أنكسيمندرس تلميذه، اللامحدود مبدأً كليًا يضفي عبره على العالم معقولية جديدة، في حين ركز أنكسيمانس على مبدأ الهواء، وانتهى الأمر إلى هيراقليطس الذي رفع النار إلى مصاف العنصر الأعظم.
نشأت في أحضان المدرسة الإيونية مفهومات فلسفية جديدة غزت الفلسفات اللاحقة ولم تفارقها مثل مفهوم اللوجوس أو العقل، وقد استخدمه هيراقليطس ليشير به إلى القانون الكلي الذي يدبر حوادث العالم. وانتقد هيراقليطس معاصريه لأنهم قصروا في إدراك عمل اللوغوس ومعناه. كما تعزى إلى المدرسة الإيونية، وخاصة إلى أنكسيمانس منها، فكرة التناظر بين العالم الأكبر أو الكون من جهة وبين العالم الأصغر أو الإنسان من جهة أخرى. وهي فكرة أساسية أعتنقها فيما بعد كل من إخوان الصفا في رسائلهم، ومن بعدهم ابن عربي في مذهبه. كما أن الفكرة نفسها قد نفذت إلى الفلسفة الغربية الوسيطة.
كان لهذه المدرسة مكانة رائدة وإبداعية في تاريخ الفلسفة اليونانية القديمة وذلك بمحاولتها التخلص من الفكر الأسطوري، كما أسهمت مبكرًا في تطوير العلوم في المستعمرات اليونانية. إلا أن أهم ما قدمته المدرسة الإيونية للفلسفة، هو طرحها لفكرة المبدأ الواحد للوجود، الذي يكون مرجعية شمولية تقوم عليها نظرة واحدية للكون.